# Karlsdalsdammen
Karlsdalsdammen är en sjö i Karlskoga kommun i Värmland och ingår i Göta älvs huvudavrinningsområde. Sjön är 2 meter djup, har en yta på 0,049 kvadratkilometer och är belägen 165,2 meter över havet.